# Вјачеслав Вороњин
Вјачеслав Николајевич Вороњин (рус. Вячесла́в Никола́евич Воро́нин; Владикавказ, 5. април 1974) је руски атлетичар специјалиста за скок увис. Члан је АК ЦСКА из Москве.

## Биографија
За Вјачеслава Вороњина се први пут чуло после успеха који је постигао на Европском првенству за јуниоре 1993. (17 до 19 година) у Севиљи, освајањем другог места резултатом 2,18. До 1998 такмичио се без запаженијих резултата, а онда је ишао успех за успехом. На Европском првенству у дворани 1998. у Валенсији је други (2,31). Године 1999. учествује на два Светска првенства, на дворанском у Маебашију је други (2,36), а на отвореном у Севиљи постао је светски првак (2,37). Успех је постигао почетком 2000 у Генту, где у дворани постаје и првак Европе.
На Олимпијским играма 2000. у Сиднеју руски скакачи увис нису имали успеха, иако је Вороњин месец дана раније 5. августа у Лондону постигао свој лични и национални рекорд са 2,40 (који је опстао до данас 2011). Занимљиво је да је то 7. резултат свих времена и да од његовог скока 2000. године нико није прескочио ту висину (2011). Шест бољих резултата на топ-листи постиги су атлетичари до 1994. године.
Године 2001. био је други на Светском првенству у Едмонтону. На Олимпијским играма у Атини био је 10. Од тада његови резултати су у паду, тако да је међународна такмичења напустио 2009.